# ثقب طبلة الأذن
الطَبْلة المَثْقوبة (بالإنجليزية: Perforated eardrum)‏ مرض يصيب طبلة الأذن يكون إما مركزياً أو طرفياً.

## السبب
كل أنواع التهاب الأذن ممكن أن يسبب في ثقب أو شق في طبلة الأذن. عادة يكون شق طبلة الأذن بشكل حبة الفاصوليا وعادة يكون في الجزء الأسفل من طبلة الأذن.
- المركزي: أي وجود نسيج من طبلة الأذن حول الشق.
- الطرفي: أي يكون على حافة طبلة الأذن على حدودها مع النسيج المجاور. ممكن أن يكبر نسيج الجلد عبر الفتحة الطرفية الموجودة في طبلة الأذن فيكبر ويكون كتلة تسمى (بالإنجليزية: cholesteatoma)‏ وهو «جلد في مكان غير طبيعي» ويعتقد أن سببه هو عدم كفاءة عمل قناة أوستاكي ويقال أن هذه القناة إذا لم تعمل جيدا فإن الجلد سيكون في تلامس مع عظام الأذن فعندها سيتكون مثل الكيس حيث تتجمع خلايا الجلد الميتة وتلتهب وياخذ الكيس بالزيادة في الحجم، ثم يظل يكبر وبهذه الحالة فانه يعمل مثل الورم الحميد حيث انه يكبر فيضغط على ما حوله من الانسجة فيتلفها مثل عظام الأذن الوسطى أو الأذن الداخلية أو العصب الموجود (العصب القحفي السابع =الوجهي) وجهاز التوازن

التغييرات التي تحصل لا يمكن تصليحها إذا تلفت الأنسجة المذكورة.

## النتائج
إذا كان الشق صغيراً، ممكن أن لا يسبب نقصاً في السمع أو قد يسبب نقصاً قليلاً جداً. لن يلاحظ الإنسان مشاكل في السمع إلا إذا كان الشق أكثر من ثلث مساحة طبلة الأذن.
مع شق طبلة الأذن هناك إمكانية في انتقال الجراثيم من الأذن الخارجية إلى الوسطى مما يسبب في التهاب الأذن الوسطى من جديد.
على المصاب أن يتجنب دخول الماء والصابون أو الشامبو في أذنه لانها تساعد على زيادة الإفرازات من الأذن، فممكن في هذه الحالة أن يستعمل المريض سدادات الأذن عند السباحة مثلا.
إذا سبح المصاب في ماء بارد فدخل الكثير من الماء البارد في أذنه فقد أن يحفز ذلك الأذن الداخلية مما يؤدي إلى دوار وبالتالي خطر الموت غرقا.